# 颶風馬修
颶風馬修（英語：Hurricane Matthew）是自2007年颶風費利克斯以來首個五級大西洋颶風，並在海地造成災難性的破壞和人道主義危機，以及在美國東南部造成廣泛破壞。是自2005年颶風斯坦以來造成最多人死亡的大西洋颶風，馬修是2016年大西洋颶風季的第十三場風暴、第五場颶風和第二場大型颶風。它對大安的列斯群島的陸地造成廣泛破壞，巴哈馬的幾個島嶼亦遭受嚴重破壞，上述島嶼仍從大約一年前的颶風華金中恢復過來。颶風甚至一度威脅成為自2005年颶風威爾瑪以來首個以三級或更高強度襲擊美國的風暴，但最終馬修停留在海上，並與佛羅里達海岸線平行。
馬修起源於9月22日在非洲外海出现的东风波，并在9月28日发展为小安的列斯群岛以东的热带风暴。9月29日，它在委内瑞拉和哥伦比亚以北成为飓风，在进行爆发性增强之前，最终 10月1日达到五级强度，最高1分钟持续风速为165英里/小时。这一强度仅在北纬13.4° 处达到——这是大西洋盆地有史以来记录的强度最低的风暴，打破了2004年飓风伊万创造的记录。馬修在向北转向大安的列斯群岛时略有减弱并出现强度波动，在10月4日清晨首次登陆海地蒂伯龙半岛时仍保持为四级强飓风。随后该风暴在接下来的36小时内平行于美国东南部海岸，逐渐减弱，同时保持在近海，然后在10月早上10月8日以一级飓风进行第四次也是最后一次登陆南卡罗来纳州麦克莱伦维尔附近的罗曼角国家野生动物保护区。不久之后馬修重新出现在大西洋，当它离开哈特拉斯角时，最终转变成了温带气旋，10月9日，它从北卡罗来纳州的哈特拉斯角驶离。馬修的残余继续加速向加拿大前进，在那里它被冷锋吸收。
馬修在其破坏性路径上感受到了广泛的影响，海地受到的影响最为严重，损失达28亿美元，546人死亡，使馬修成为自2010年地震以来影响该国的最严重灾难。洪水和强风的共同作用使电信中断并摧毁了大片土地；约80% 的 Jérémie 遭受了严重破坏。古巴因桥梁倒塌造成4人死亡，该国总损失达25.8亿美元，馬修以大型飓风的形式穿过巴哈马，在几个岛屿上造成了破坏。大巴哈马被直接击中，大部分房屋受损。馬修将破坏分散到几个岛屿上。大巴哈马被直接击中，八英里岩和福尔摩斯岩镇的大部分房屋受损。随着馬修的临近，整个美国东南部的准备工作都认真开始了，几个州宣布整个州或沿海县进入紧急状态；由于预测的大风和洪水，下令对海岸的广大地区进行广泛疏散，尤其是在杰克逊维尔都会区。在佛罗里达州，随着风暴向东经过，超过100万人断电，乔治亚州和南卡罗来纳州有478,000人断电。虽然破坏主要局限于佛罗里达州和佐治亚州的海岸，但暴雨在卡罗莱纳州和弗吉尼亚内陆蔓延，造成大面积洪水。

## 气象历史
9月22日，一股强劲的东风波离开非洲海岸，并迅速横渡大西洋，国家飓风中心 (NHC) 正在监测可能发展的热带气旋。 尽管在9月27日接近小安的列斯群岛时有热带风暴的暴风圈，由于侦察机无法找到一个封闭的中心，这波波最初不能被归类为热带气旋。然而到9月28日UTC时间12:00，该波在位于巴巴多斯附近时形成了一个闭关的环流，因此成为热带风暴，并被命名为馬修。风暴在中层高压脊的影响下继续向西移动，并于9月29日协调世界时时间18:00稳步增强达到飓风强度。当天晚些时候，西南风切变的影响出乎意料地减弱，马修开始了一段爆发性增强；在9月30日世界标准时间00:00开始的24小时之内，气旋的最大风速增加了一倍多，从80英里/小时（130公里/小时）增加到165英里/小时（270公里/小时），使馬修成为五级飓风，自2007年费利克斯以来的第一次；自记录开始以来，大西洋的集约化率仅被超过几次。由于较冷的海水的上升流，馬修在10月1日晚些时候减弱为四级飓风，然后在10月2日晚些时候达到第二次的巅峰强度，风速为155英里/小时（25 公里/小时）。
从10月1日到 5 日，馬修慢慢绕过山脊，强度在四级范围内波动。 10月3日晚些时候强度再次恢复，当馬修于10月4日世界标准时间11:00左右以 150英里/小时（240公里/小时）的风速和934毫巴（27.6 英寸汞柱）的压力在海地 Les Anglais 附近登陆时达到巅峰，使其成为自 1964年克莱奥以来袭击海地的最强飓风。飓风继续向北移动，于10月5日早些时候袭击了古巴的迈西，风暴强度稍为减弱。古巴和海地的山区地形将马修削弱到三级状态，当它开始向西北加速穿过巴哈马时。随着馬修的环流组织得更好，风暴再次增强，在经过弗里波特时再次成为四级飓风。然而，随着眼墙置换循环的发生使马修再次开始虚弱。风暴在与佛罗里达州和乔治亚州海岸紧密平行的同时显着减弱，外风眼墙的西部以三级飓风的形式登陆佛罗里达州。而内眼墙仍然只是离岸。马修在10月7日晚些时候减弱为二级飓风，然后在10月8日世界标准时间12:00减弱为一级飓风。
10月8日协调世界时15:00左右，飓风在南卡罗来纳州[[麦克莱伦维尔[]]附近的罗曼角国家野生动物保护区登陆，风速为85英里/小时（140公里/小时），中心气压为963毫巴（28.4 英寸汞柱），这是自2011年艾琳以来袭击美国的最强气压。这是自1954年飓风榛子以来的第一场飓风于10月在佛罗里达州北部登陆。10月9日，由于风切变增加，馬修远离陆地，对流从中心转移，NHC宣布该系统为北卡罗来纳州哈特拉斯角以东约200英里（320公里）处的温带气旋。残余气旋持续了数年又一天，在他们被冷锋吸收之前。

### 记录
馬修在其漫长而破坏性的旅程中创造了多项记录。馬修在北纬13.4度增强为五级飓风，打破了伊万在2004年创下的记录，该记录在北纬13.7度达到了该强度。科罗拉多州立大学的菲尔·克洛茨巴赫 (Phil Klotzbach) 表示，馬修还在10月份保持了有记录以来最长的四级飓风状态，持续了大约5天。

## 影響
| 國家/地區        | 死亡人數     | 估計損失 (2016 USD) |
| ---------------- | ------------ | ------------------- |
| 巴哈马           | 0            | $6億 +              |
| 加拿大           | 0            | $7,600萬 +          |
| 哥伦比亚         | 1            | 不適用              |
| 古巴             | 0            | $25.8億 +           |
| 多明尼加         | 4            | 不適用              |
| 海地             | 546 – 1,600+ | $18億 +             |
| 聖文森及格瑞納丁 | 1            | 不適用              |
| 美國             | 49           | $55億–75億          |
| 總計             | 601 – 1,655+ | $106億 – 126億 +    |

## 善后

### 永久除名
2017年3月26日，因为在其轨道上造成了广泛的破坏和生命损失，特别是在海地、古巴和美国，世界气象组织宣布将馬修从命名名单中除名。并且不会再大西洋飓风名单中使用，它将在2022年被马丁替代。